# آموس جونغ
آموس جونغ (بالإنجليزية: Amos Yong)‏ هو محرر ماليزي، ولد في 26 يوليو 1965 في ماليزيا.